# Laurent Petitgirard
Laurent Petitgirard (Parigi, 10 giugno 1950) è un compositore e direttore d'orchestra francese.

## Biografia e carriera
Laurent Petitgirard ha studiato pianoforte con Serge Petitgirard e composizione con Alain Kremski. Ha lavorato come direttore con decine di orchestre, tra cui la Paris Opera Orchestra, l'Orchestre Philharmonique de Monte-Carlo, l'Orchestre national de France, la Utah Symphony Orchestra, l'Orchestre de la Suisse Romande, la National Orchestra of Spain, la Moscow State Orchestra, la China National Symphonic Orchestra e molte altre. Nel 1989 ha fondato l'Orchestre Symphonique Français, che ha diretto fino al 1996, e ha anche diretto il Festival e l'Accademia di Flaine dal 1986 al 1997. È stato direttore musicale dell'Orchestre Colonne, a Parigi, dal dicembre 2004.
Petitgirard ha registrato decine di CD di musica di una notevole varietà di compositori, come Arthur Honegger, Maurice Ravel, Paul Dukas, Claude Debussy, Camille Saint-Saëns ed altri.
Come compositore, Petitgirard ha scritto partiture per film di Otto Preminger, Jacques Demy, Francis Girod, Peter Kassovitz, Pierre Granier-Deferre e molti altri, molte delle sue colonne sonore sono state pubblicate su CD.
La prima opera lirica di Petitgirard, Joseph Merrick, The Elephant Man, è stata eseguita in anteprima nel 2002 dal Teatro dell'Opera di Praga, con Petitgirard alla direzione. Petigirard ha in seguito registrato l'opera per l'etichetta Naxos con l'Orchestre Philharmonique de Monte-Carlo e con Nathalie Stutzmann nel ruolo del protagonista.
Altre opere di Petigirard comprendono Le Fou d'Elsa, un ciclo di sei canzoni su poesie di Louis Aragon per mezzosoprano e orchestra, Le Plus Ardent à Vivre, un settetto con arpa, Poème per grande orchestra d'archi, e il Dialogo per viola e orchestra. La seconda opera di Petitgirard, Guru, è stata pubblicata su etichetta Naxos nel 2011. Anche molte delle sue altre opere sono disponibili su etichetta Naxos, con il compositore alla direzione.
Petitgirard ha ricevuto una serie di premi, tra cui il Premio del Giovane Compositore del SACD nel 1987, il Premio SACEM nel 1990, il Gran Premio Lycéen di Composizione nel 2000 per il suo Concerto per violoncello, e il Prix Musique 2001 del SACD per la sua opera Joseph Merrick, The Elephant Man. Nel dicembre 2000 è stato eletto membro dell'Istituto Francese, ed eletto Presidente dell'Accademia nel gennaio 2011.

## Onorificenze
Laurent Petitgirard è "Commandeur des Arts et Lettres" e "Chevalier de La Légion d'Honneur".

## Filmografia

### Cinema
- L'amante tascabile (L'amant de poche), regia di Bernard Queysanne (1978)